# Sika Manu

a Compétitions nationales et continentales officielles uniquement.

b Matchs officiels uniquement.
Sika Manu, né le 22 janvier 1987 à Lower Hutt en Nouvelle-Zélande, est un joueur néo-zélandais de rugby à XIII d'origine tongienne évoluant au poste de deuxième ligne ou de pilier. Il fait ses débuts professionnels en National Rugby League avec la franchise du Melbourne Storm en 2007 avant de la poursuivre à partir de 2013 aux Penrith Panthers. Ses performances en club l'amènent rapidement en sélection néo-zélandaise avec laquelle il remporte la Coupe du monde 2008 contre l'Australie, il prend également part à la Coupe du monde 2013 mais y défend cette fois-ci les couleurs de la sélection tongienne

## Biographie
Né en Nouvelle-Zélande d'une descendance tongienne, Sika Manu débute par le rugby à XV dans ses jeunes années avant de changer de code pour le rugby à XIII. Sélectionné en équipe de Nouvelle-Zélande junior, il signe son premier contrat professionnel en National Rugby League avec le Melbourne Storm. Son cousin Nasi Manu est un joueur de rugby à XV
En club, son passage est ponctué par un titre de NRL remporté en 2008. Courtisé par les sélections de la Nouvelle-Zélande et des Tonga pour la Coupe du monde 2008, il opte pour les premiers et remporte la Coupe du monde contre l'Australie. Il ajoute un second titre (2009) et un troisième titre de NRL (2012) avec Melbourne avant de rejoindre en 2013 les Penrith Panthers. 
En sélection, il participe à sa deuxième Coupe du monde mais opte cette fois-ci pour la sélection des Tonga. Malgré la défaite lors du premier match contre l'Écosse (24-26), il est désigné homme du match.

## Palmarès
- Collectif :
  - Vainqueur de la Challenge Cup : 2016 et 2017 (Hull FC).